# Schirmerturm
Der Schirmerturm ist einer von neun Türmen der Museggmauer in der Stadt Luzern. Er befindet sich zwischen dem Zytturm und dem Pulverturm.
Das Gebäude weist eine Höhe von 27,5 Metern auf und ist somit mit dem Pulver- und Allenwindenturm der zweitkleinste Turm der Museggmauer. 96 Treppenstufen führen zum obersten Geschoss innerhalb des Turmes. Je zwei Fenster auf jeder Seite bieten eine Rundumsicht auf die Stadt Luzern den Vierwaldstättersee sowie den Pilatus.

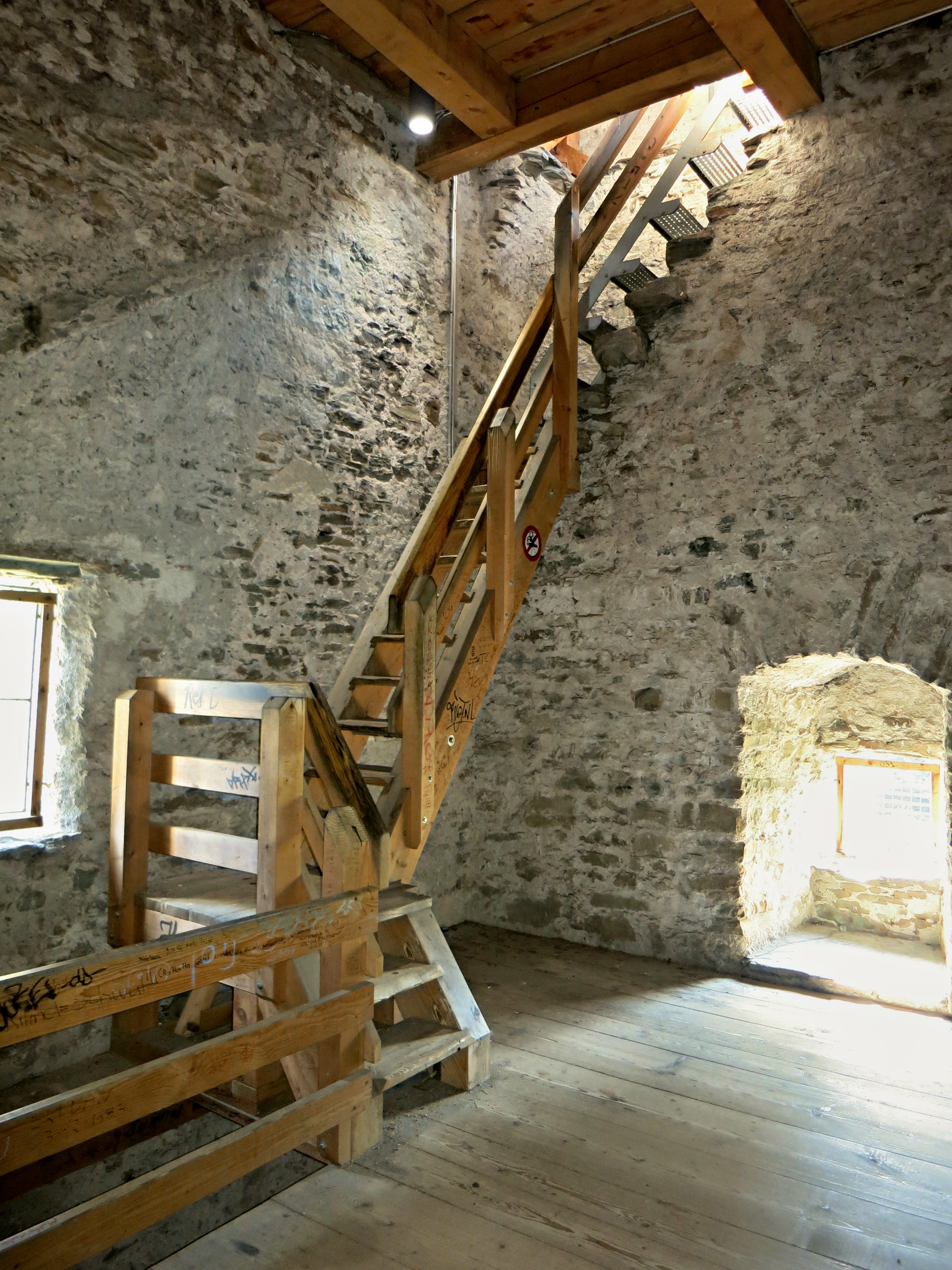
Treppe zum Schirmerturm
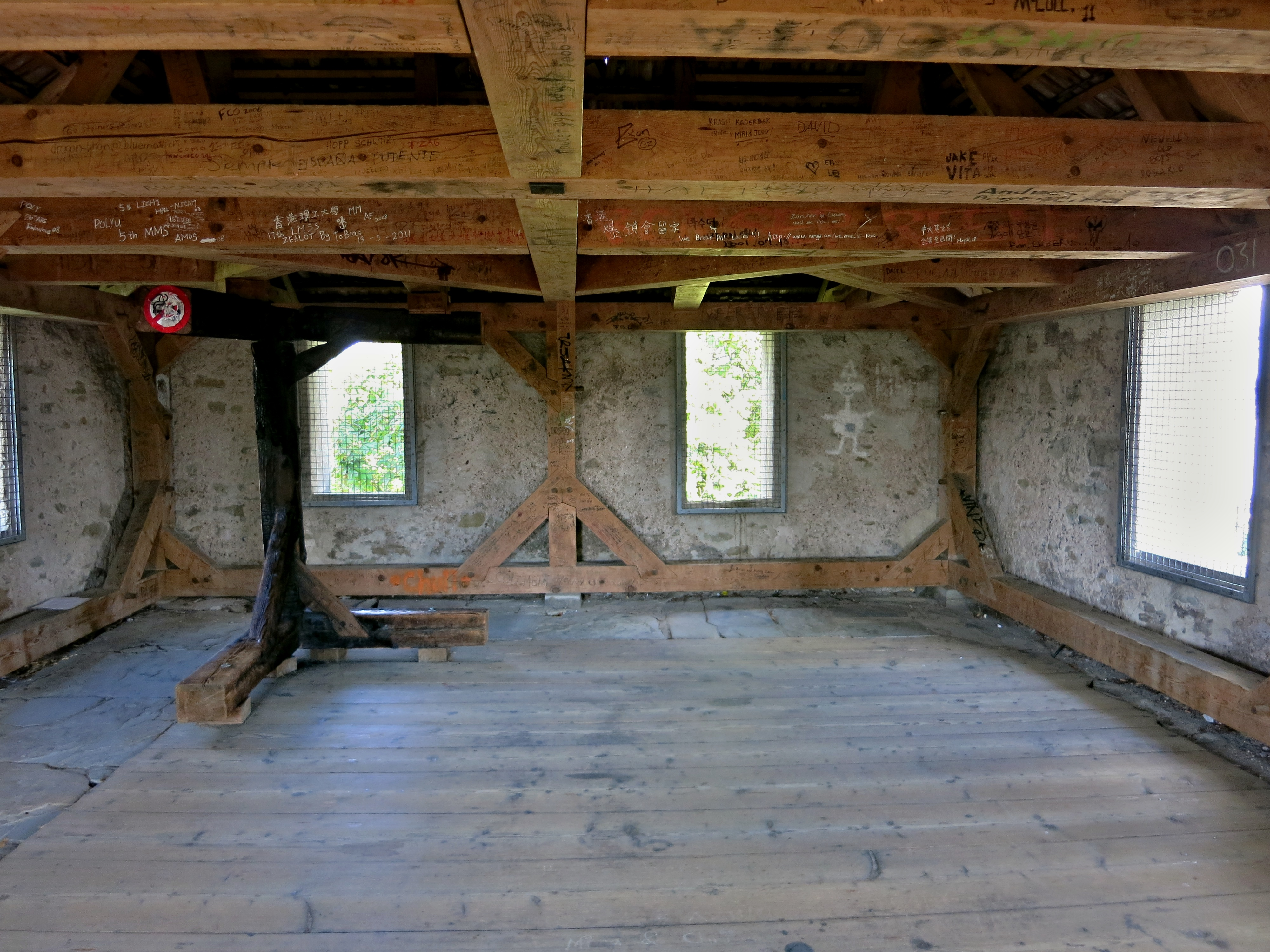
Aussichtsplattform

## Geschichte
Der Turm wurde 1420 erbaut. Er diente längere Zeit als Lager für die Stadtgärtnerei.
Seit 1951 ist der Turm für die Öffentlichkeit zugänglich.

360°-Panorama vom Turm
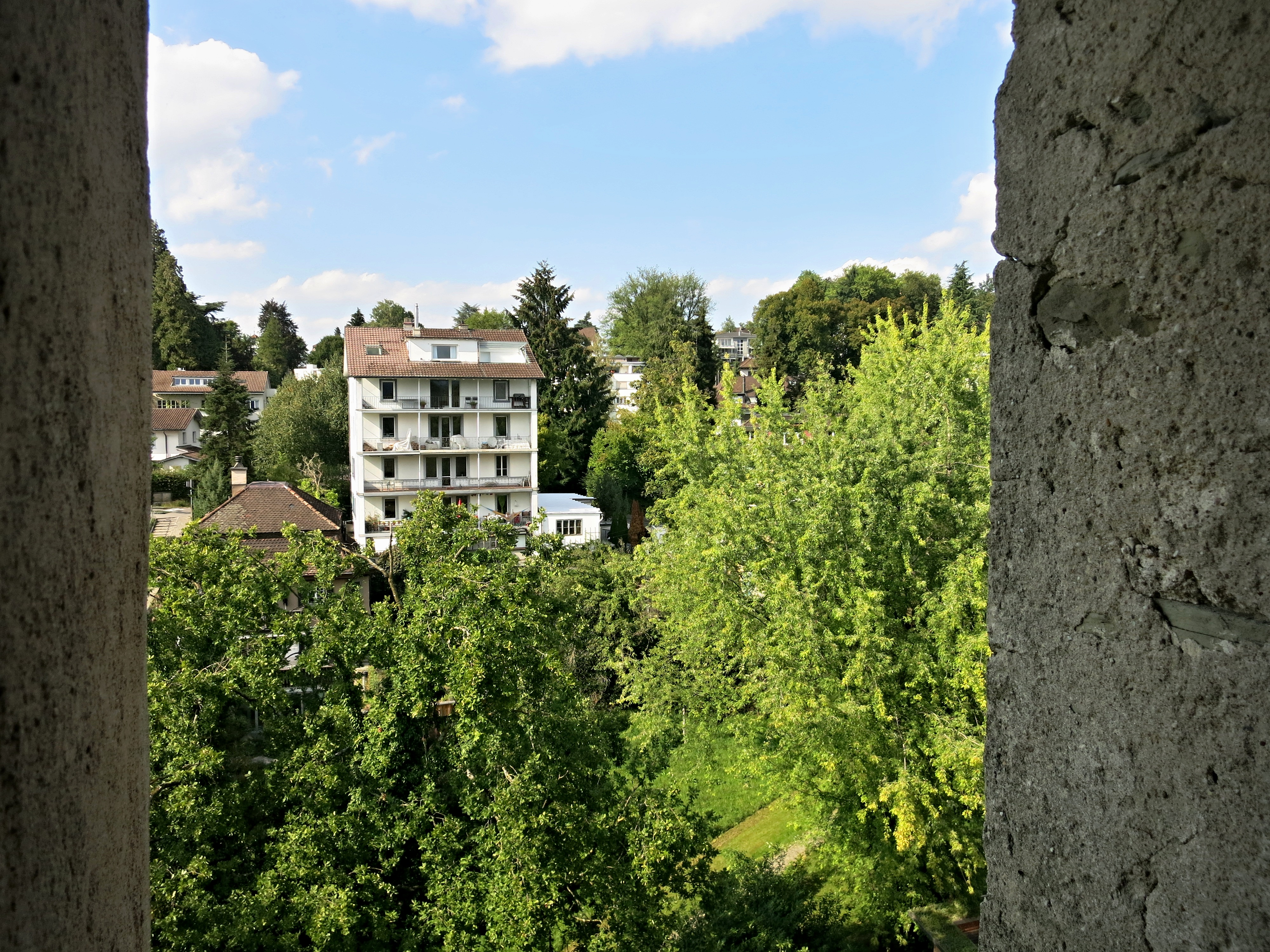
Blick Richtung Norden
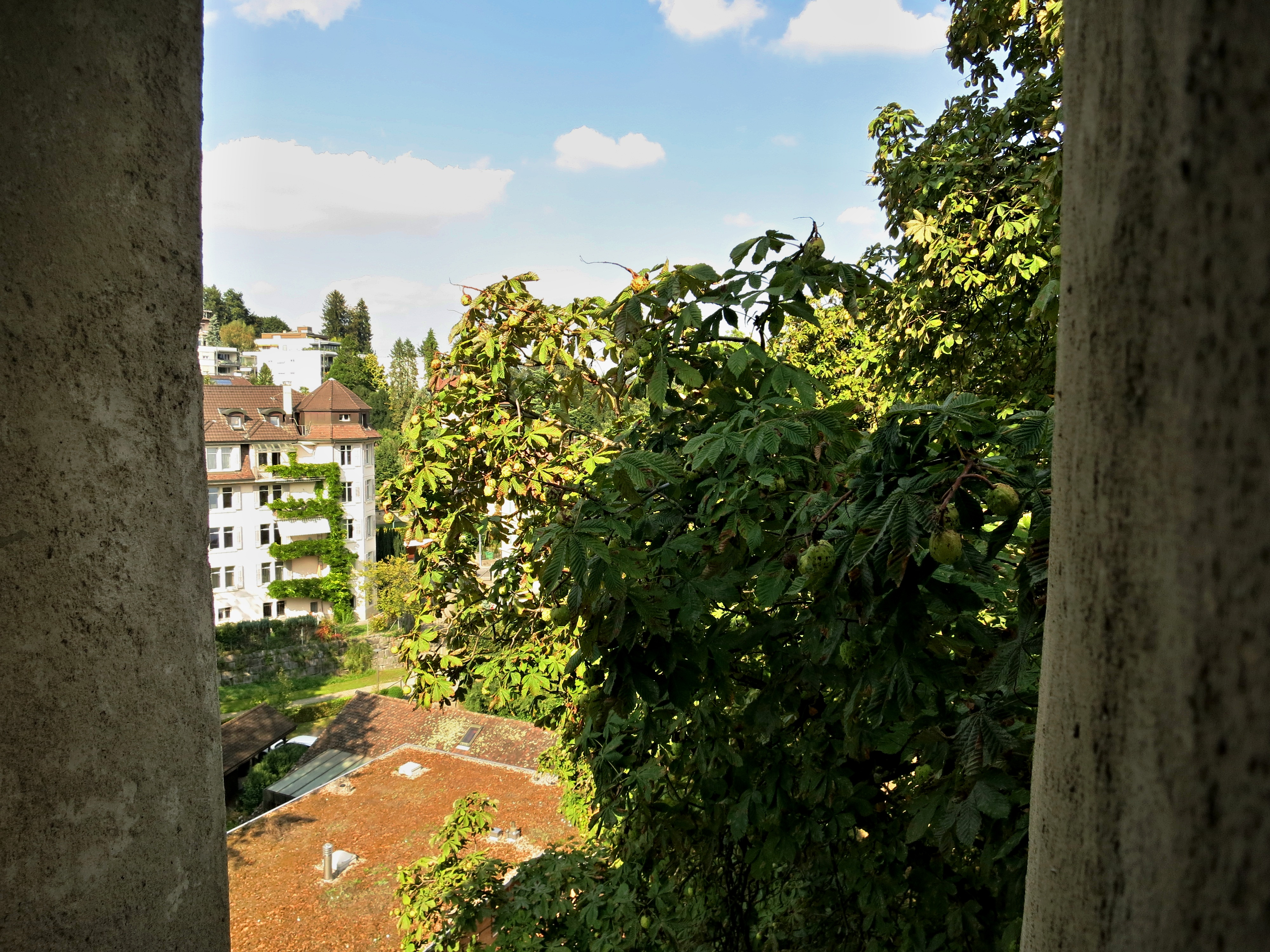
Blick Richtung Nord-Osten
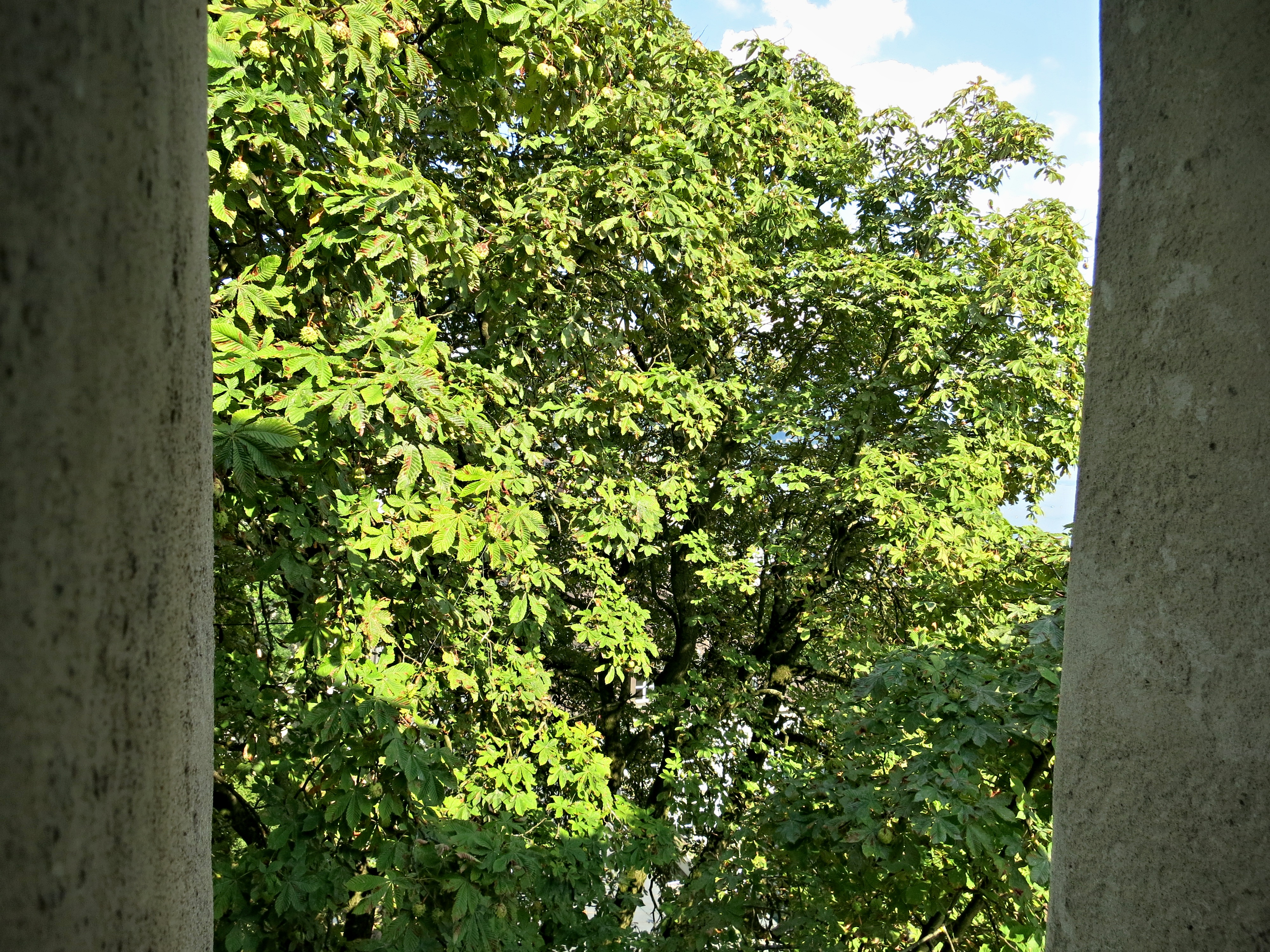
Blick Richtung Osten
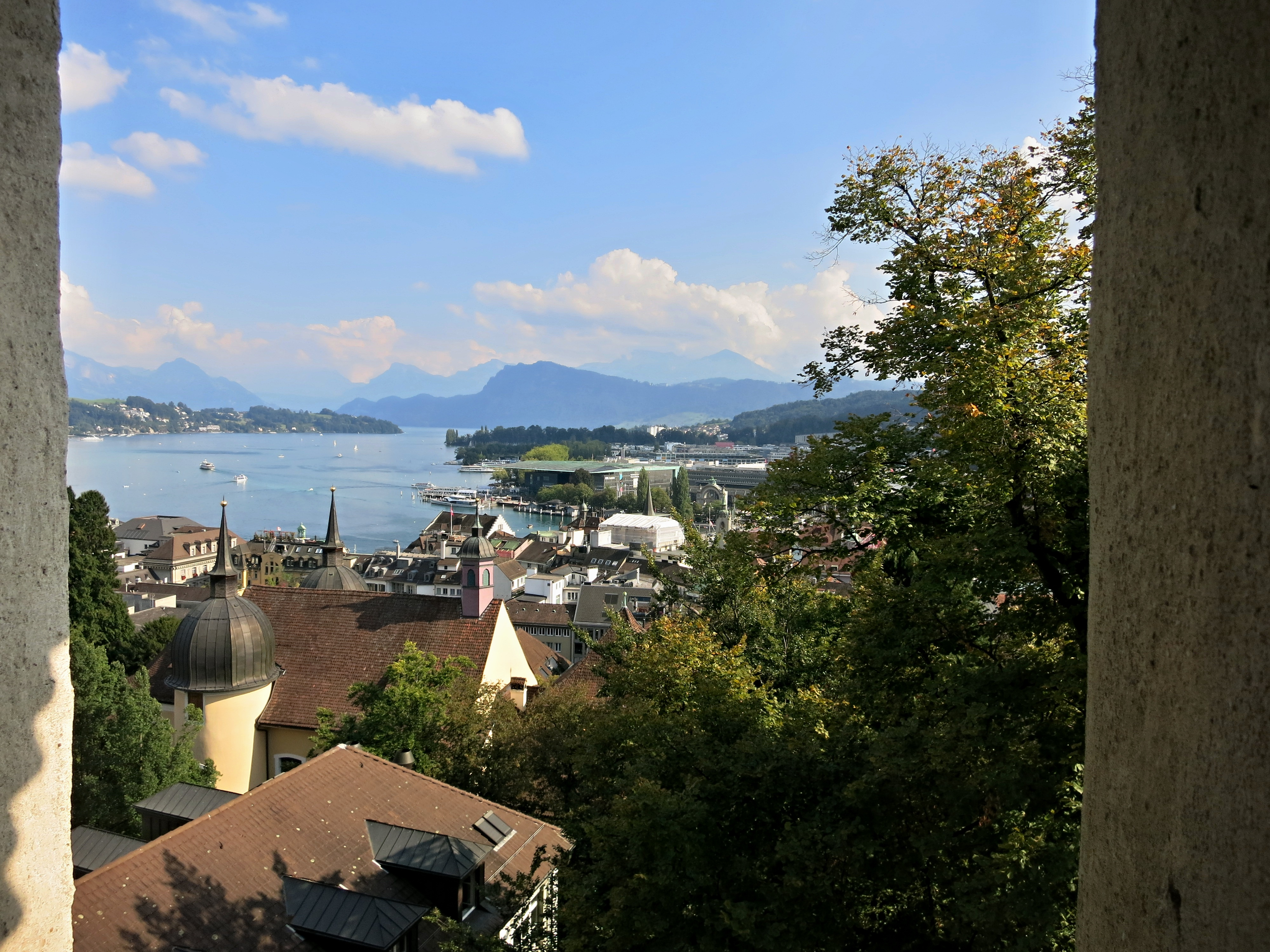
Blick Richtung Süd-Osten
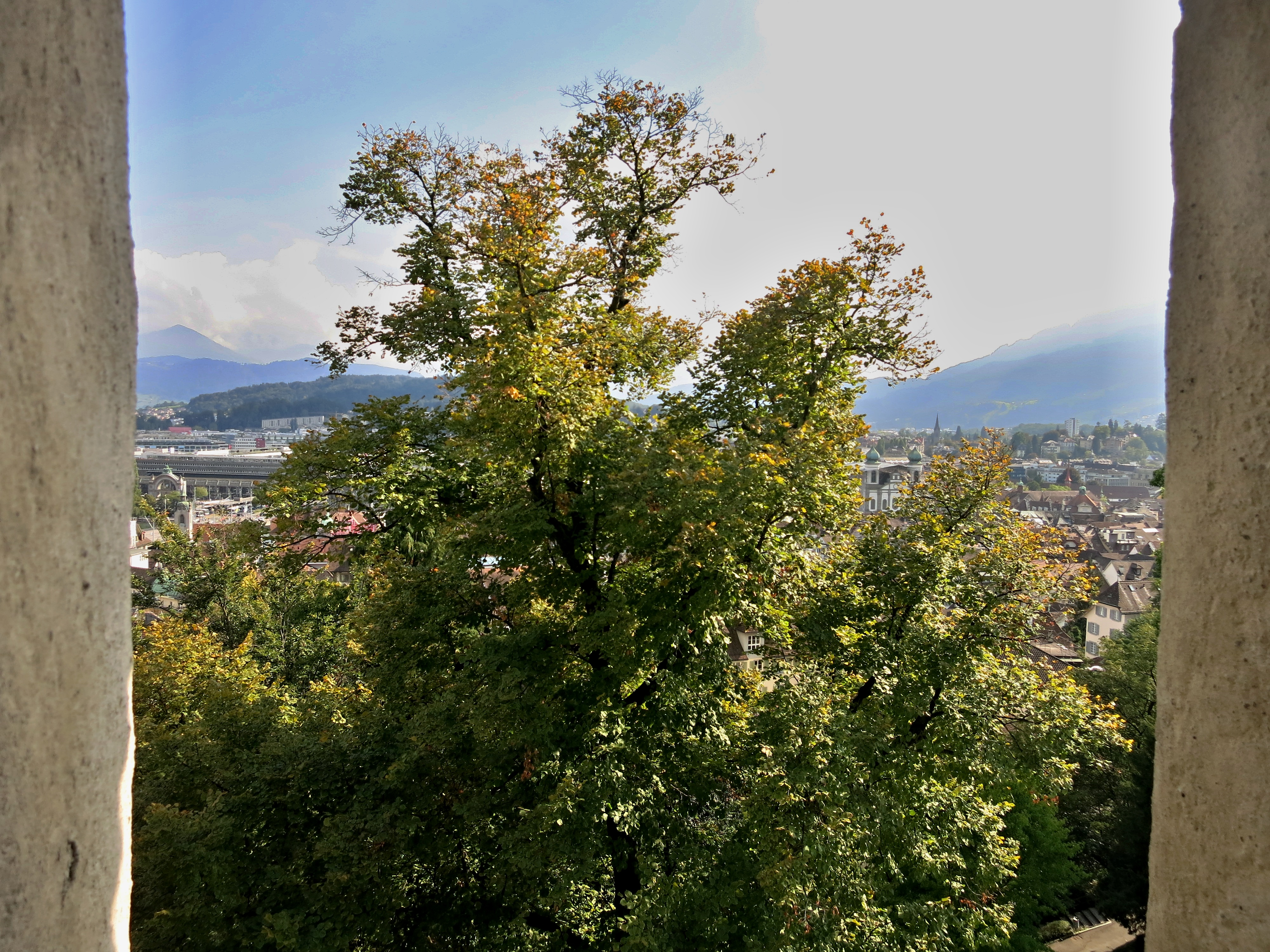
Blick Richtung Süden
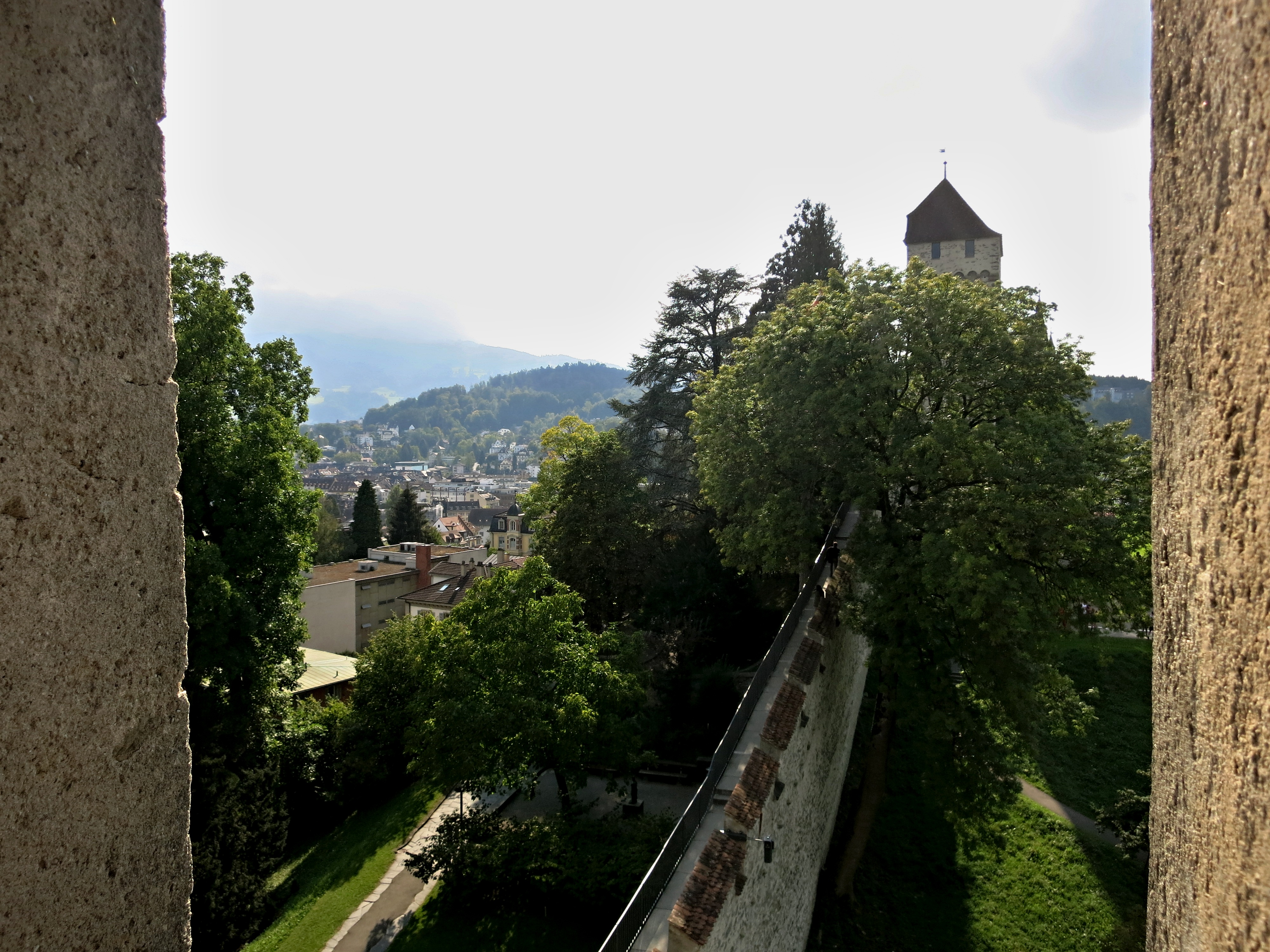
Blick Richtung Süd-Westen
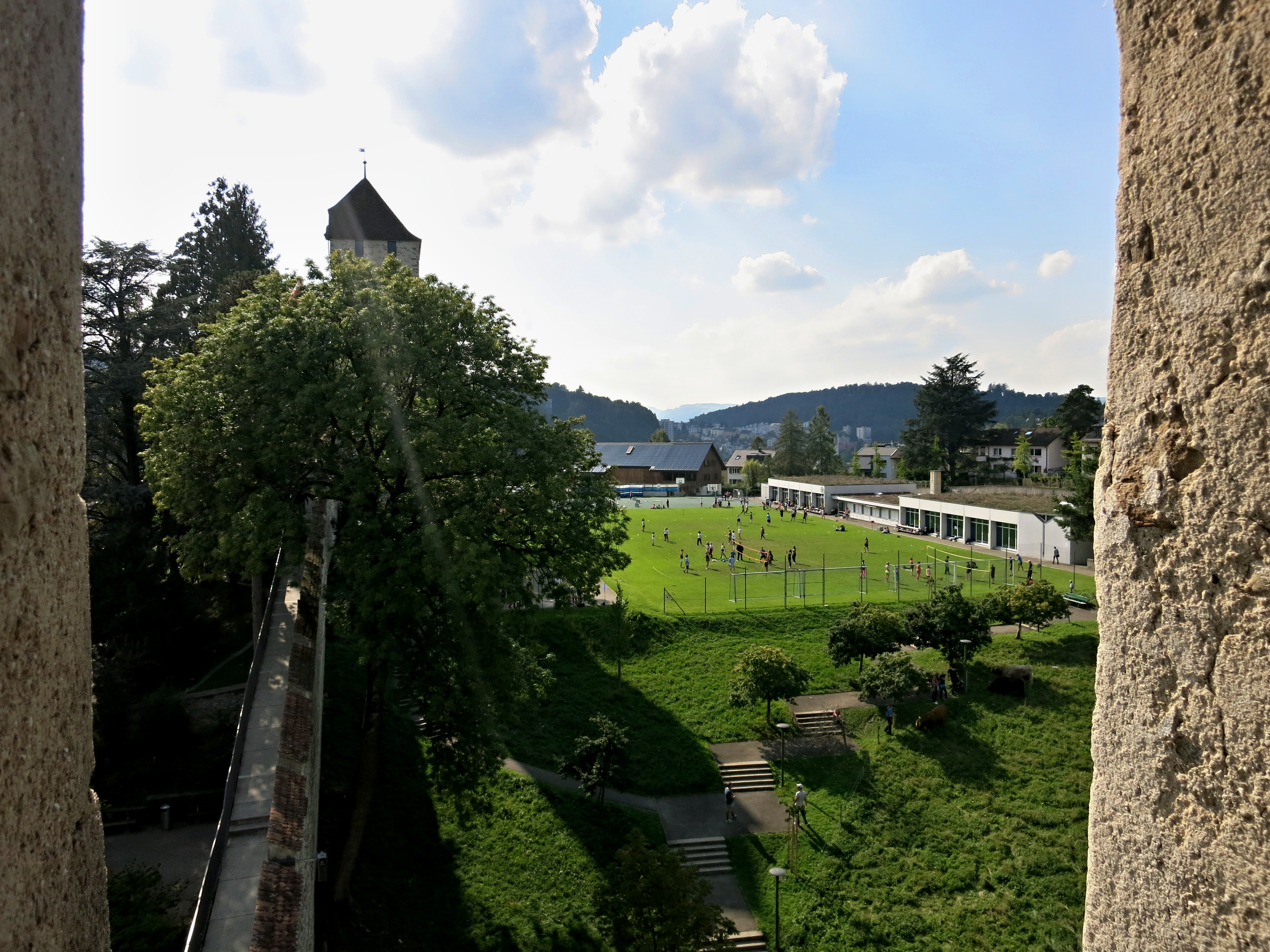
Blick Richtung Westen
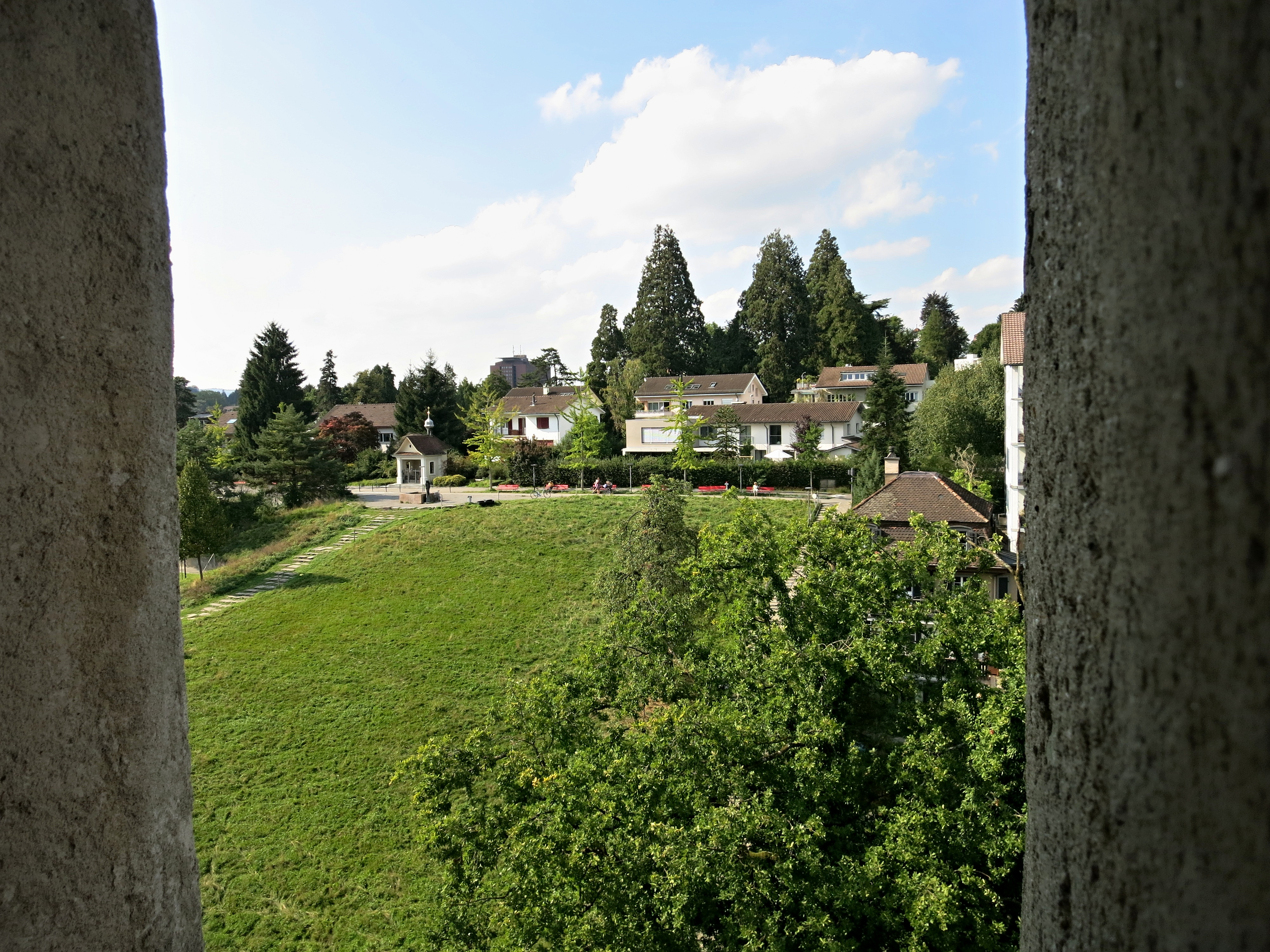
Blick Richtung Nord-Westen